# زينيا (مضاه)
زينيا (بالإنجليزية: Xenia)‏ هو مضاهٍ حر ومفتوح المصدر لنظام مايكروسوفت ويندوز يسمح بتشغيل ألعاب الإكس بوكس 360 على الحاسوب الشخصي. نجح في تشغيل أول لعبة إكس بوكس 360 تجارية وهي فروجر 2. واعتبارا من أغسطس 2016، يستطيع المضاهي تشغيل حوالي 50 لعبة للإكس بوكس 360 بسرعة جيدة.

## متطلبات النظام
يلزم لتشغيل البرنامج نسخة 64-بت من ويندوز 8.1 أو أحدث. بالإضافة إلى وحدة معالجة الرسوميات تدعم واجهة التطبيقات فولكان.